# Batalha de Estelas
A Batalha de Estelas, por vezes chamada de Primeira Batalha de Milazo ou Batalha de Punta Stilo na literatura moderna, foi uma batalha naval travada entre as frotas bizantina e aglábida próximo do sul da península Itálica. A batalha foi uma grande vitória bizantina.

## Eventos
Em 879 ou 880, o imperador Basílio I, o Macedônio (r. 867–886) nomeou Nasar como comandante da marinha bizantina e enviou-o a oeste para confrontar um raide realizado por uma frota de 60 navios enviada pelo Emirado Aglábida de Ifríquia contra as costas oeste da Grécia. Após derrotar esta frota, Nasar velejou à Sicília, e apoiou as operações dum exército enviado para recuperar o sul da Itália sob comando dos generais Procópio e Leão Apostipes. Durante estas operações, segundo o historiador do século XIV ibne Idari, Nasar foi confrontado pelo governador aglábida da Sicília, Huceine ibne Rabá. Ibne Idari relata que a frota de Nasar compreendia 140 navios, e que, depois duma batalha feroz, os aglábidas foram derrotados e muitos de seus navios capturados. Ibne Alatir também menciona esta batalha. É geralmente identificada com a batalha relatada pela Crônica de Cambridge e a tentativa de ataque aglábida contra Régio relatada na hagiografia Vida de Elias, o Jovem que foi repelida por Nasar com 45 navios.
A localização da batalha é incerta. A Crônica de Cambridge afirma que o sítio da batalha foi Milas, o que levou à identificação com Milazo. Teófanes Continuado, por outro lado, situa a batalha na "ilha chamada Estelas", que por sua vez levou à hipótese que ela ocorreu no cabo hoje conhecido como Punta Stilo, no sul da costa da Calábria. A bizantinista Vera von Falkenhausen assinala que o fim da estrada romana que levava de Roma para Régio foi marcada por uma coluna (stylos ou stele em grego) situada num penhasco com vista para a costa, e que a localização foi conhecido como Estilis em grego. Segundo Ewald Kislinger, o último sítio corresponde melhor à localização em Teófanes Continuado bem como o relato na Crônica de Cambridge, e que "Milas" é provavelmente devido à confusão com outra batalha ocorrida próxima de Milazo oito anos depois.
A vitória de Nasar em Estelas permitiu ao bizantinos enviar outro esquadrão para Nápoles, onde conseguiram outra vitória sobre os árabes. Estas vitórias foram cruciais para a restauração do controle bizantino sobre o sul da Itália (o futuro Catapanato da Itália), compensando extensivamente a perda efetiva da Sicília após a queda de Siracusa em 878. A revitalização foi breve, contudo, com a derrota bizantina em Milazo em 888 assinalando o desaparecimento virtual de maior parte da atividade naval bizantina nos mares em torno da Itália no século seguinte.